# Književnost u 1871.
◄◄ | ◄ | 1868. | 1869. | 1870. | 1871.  | 1872. | 1873. | 1874. | ► | ►►
Arhitektura • Astronomija • Biologija • Fotografija • Glazba • Kazalište • Kemija • Kiparstvo • Knjige • Književnost • Kršćanstvo • Meteorologija • Medicina • Planinarstvo • Politika • Pravo • Promet • Slikarstvo • Šport • Znanost • Željeznički promet
Književnost u 1871.

## Svijet

### Rođenja
- 10. srpnja – Marcel Proust, francuski romanopisac († 1922.)
- 27. rujna – Grazia Deledda, talijanska književnica († 1936.)

## Hrvatska i u Hrvata

### Književna djela
- Zlatarovo zlat Augusta Šenoe

## Vanjske poveznice
|  | Zajednički poslužitelj ima još gradiva o temi Književnost u 1871. |